# 米山リサ
米山 リサ（よねやま りさ、1959年 - ）は、アメリカ合衆国の日米文化研究者、トロント大学教授。
文化人類学者の米山俊直の一人娘として米国イリノイ州に生まれ、京都で育つ。1982年上智大学外国語学部ドイツ語学科卒、1984年同大学院国際関係論修士課程修了後、1993年にスタンフォード大学人類学部で博士号を取得。1992年から2011年までカリフォルニア大学サンディエゴ校で教員を務めた後、カナダのトロント大学の教授を務めている。

## 著書
- Hiroshima Traces : Time, Space, and the Dialectics of Memory. University of California Press, c1999. Twentieth-century Japan
  - 『広島：記憶のポリティクス』小沢弘明,小澤祥子, 小田島勝浩訳 岩波書店 2005
- 『暴力・戦争・リドレス 多文化主義のポリティクス』岩波書店 2003
- Cold War Ruins: Transpacific Critique of American Justice and Japanese War Crimes. Duke University Press, c2016. (Best Book Award in Humanities and Cultural Studies, Association for Asian American Studies, 2018)

### 共編
- Perilous Memories : the Asia-Pacific War(s) edited by T. Fujitani, Geoffrey M. White, and Lisa Yoneyama.Duke University Press,2001

### 翻訳
- タカシ・フジタニ『天皇のページェント 近代日本の歴史民族誌から』日本放送出版協会 NHKブックス 1994

## 参考
- 「一人娘の大学生から見た父と母」(私にとっての「親子関係」--読者の応募原稿)米山リサ 朝日ジャーナル 1978-08-25
- Lisa Yoneyama, Faculty Women and Gender Studies Institute
- 松田素二. “米山俊直先生を偲ぶ”. 日本ナイル・エチオピア学会の公式ウェブサイト. 2016年6月10日時点のオリジナルよりアーカイブ。2014年6月28日閲覧。
- トロント大学